# Charlemagne Péralte
François Borgia Charlemagne Péralte (1885 ou 1886-1919) fut un révolutionnaire nationaliste haïtien et chef du mouvement Cacos (en) , opposé à l'occupation d'Haïti par les États-Unis, capturé et exécuté par l'armée américaine près de Grande-Rivière-du-Nord.
Charlemagne Péralte est né le 10 octobre 1885 dans la ville de Hinche au sein d'une famille aisée et cultivée.

## Résistance à l'occupation américaine
En 1915, les forces militaires des États-Unis débarquent en Haïti et occupent le pays jusqu'en 1934.
Les forces américaines se déploient dans le pays sans d'incident majeur sauf à Léogâne, où Charlemagne Péralte, commandant de la sécurité militaire de la région, refuse de déposer les armes et le drapeau national sans en avoir reçu l'ordre officiel des autorités haïtiennes. Sa carrière militaire et administrative brisée, il démissionne et retourne dans sa ville natale de Hinche pour s’occuper des terres familiales. 
Les États-Unis font élire un président, le président du Sénat Philippe Sudre Dartiguenave et signer un traité, base légale de l’occupation, par lequel ils prennent le contrôle des douanes et de l’administration. L’administrateur américain a le pouvoir de veto sur toutes les décisions gouvernementales d’Haïti et les officiers des Marines servent dans les provinces. Ainsi, 40 % des recettes de l'État passent sous le contrôle direct des États-Unis. L'armée est dissoute au profit d'une gendarmerie, destinée à maintenir l'ordre intérieur. Les officiers sont américains. Les institutions locales, cependant, continuent à être dirigées par les Haïtiens.
En 1917, le président Philippe Sudre Dartiguenave demande la dissolution de l’Assemblée qui avait refusé d’approuver une Constitution inspirée par le secrétaire à la Marine des États-Unis : Franklin D. Roosevelt. Ceci fut fait par la gendarmerie, commandée par le marine Smedley Butler.

## La révolte des Haïtiens
Les occupants américains manifestent du racisme. Cette attitude consterne et indigne en particulier l'élite mulâtre, francophone et éduquée. 
En 1918, des routes sont construites sous le système de la corvée. La réaction populaire est violente. À la fin de l’année, le pays est en état d’insurrection. Les paysans armés, surnommés « cacos », sont jusqu'à 40 000. Leurs chefs les plus connus sont Charlemagne Péralte et Benoît Batraville qui attaquent la capitale, Port-au-Prince, en octobre 1919. Charlemagne Péralte entreprend le harcèlement des forces américaines. Avec un armement limité à quelques vieux fusils et des machettes, les Cacos opposent une telle résistance que les effectifs des marines sont augmentés, et les États-Unis en viennent à utiliser leur aviation pour contrôler le territoire et mater la guérilla. 
Après deux ans de combats, fort du soutien de la population, Charlemagne Péralte proclame un gouvernement provisoire dans le Nord d’Haïti, en 1919.

## Mort de Charlemagne Péralte

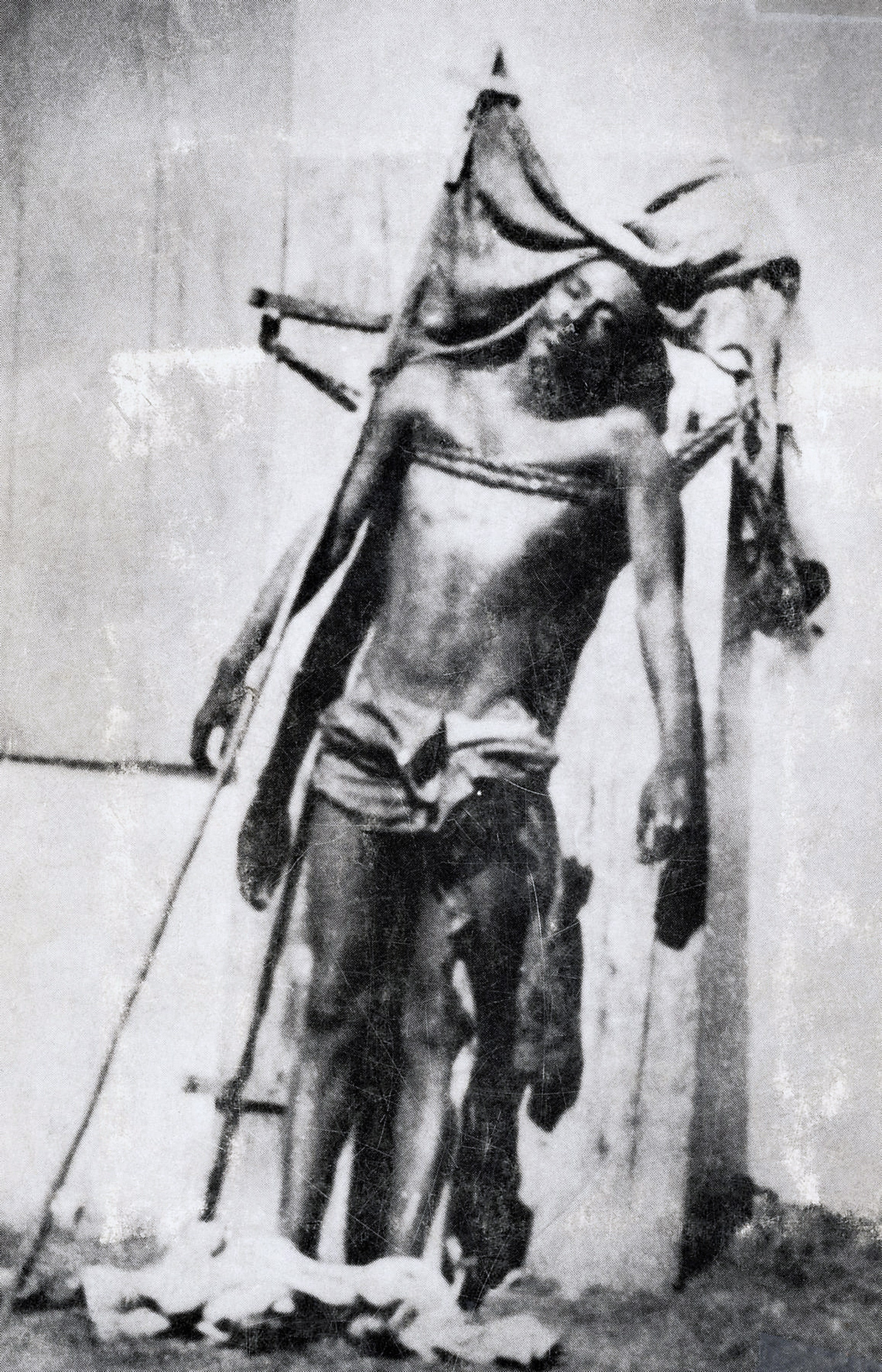
Le corps exposé de Charlemagne Péralte en novembre 1919.

Charlemagne Péralte est trahi, et tué par les Américains le 1er novembre 1919. Un cliché du cadavre de Charlemagne Péralte, pris par les Américains, montre le corps du héros révolutionnaire attaché à une porte et accompagné du drapeau bicolore haïtien. Cette photographie est reproduite à des milliers d’exemplaires pour être distribuée dans tout le pays. 
Benoît Batraville, lieutenant de Péralte, reprend le flambeau de la lutte. Le 2 décembre 1919, un congrès organisé par les forces rebelles révolutionnaires désigne Benoît Batraville commandant des forces Cacos en remplacement de Péralte. Quelques mois plus tard, trahi à son tour, il est arrêté par les soldats américains et exécuté sommairement par eux le 20 mai 1920. Son corps est enterré au cimetière de Mirebalais.
Il fallut deux ans aux marines américains pour mater la révolte au prix de plus de deux mille morts haïtiens.
La mort de Charlemagne Péralte a pris pour les Haïtiens la dimension d’un martyre. Après le départ des forces américaines en 1934, le corps de Péralte fut déterré, identifié par sa mère et enterré avec les honneurs au cimetière de Cap-Haïtien.
Après la mort de ses chefs guérilleros, le mouvement révolutionnaire Cacos va faiblir et finalement sera éliminé en 1921.